# Fire burnout
Een fire burnout is een methode om zeer spectaculaire foto's van motorsprint en dragrace-wedstrijden te maken. 
Om spectaculaire foto's te maken, wordt de rolling burnout weleens in een plas benzine gemengd met traction compound uitgevoerd, die door het spinnende achterwiel wordt ontstoken.
Hierdoor vertrekt de motorfiets vanuit een vuurzee. Het liefst wordt (voor de veiligheid) gestart tussen twee plassen benzine of vanuit een hoefijzervormige plas om de motor heen. Het is wel zaak op tijd te vertrekken omdat het vuur de zuurstof verbruikt waardoor de motor kan afslaan. Zie ook burnout.